# Ектор Купер
Ѐктор Рау̀л Ку̀пер (на испански: Hèctor Raùl Cùper) е бивш аржентински футболист и настоящ треньор по футбол.
Роден е на 16 ноември 1955 година в Чабас, провинция Санта Фе, Аржентина. Наставник на националния отбор на Египет.

## Състезателна кариера
Ектор Купер започва като професионален състезател през 1976 г. с екипа на втородивизионния аржентински Феро Карил Оесте, в който ще протече по-голямата част от кариерата му. Играе на поста централен защитник. През 1977 г. преминава в Индепендиенте Ривадавия, но остава в новия си клуб само един сезон. На следващата година отново се връща във Феро Карил. Получава повиквателна за Аржентинския Национален отбор, но не участва на Световното първенство през 1986. През същата година преминава в Атлетико Хуракан, където играе до края на активната си състезателна кариера през 1992 година.

## Треньорска кариера
Купер започва своята треньорска кариера в Хуракан, година и половина след края на състезателната си кариера. След три години поема друг свой бивш клуб -Атлетико Ланус. Две години по-късно решава да продължи кариерата си в Европа. През 1997 г. Поема испанския Майорка, и още в първия сезон извежда скромния клуб до финал за Купата на Краля, но губи срещу Барселона. Следващият сезон отборът достига финал за КНК, но го губи от италианския Лацио. Въпреки това, същия сезон отборът като финалист за Купата на Краля, взима реванш срещу Барселона, като ги побеждава в спор за Суперкупата на Испания за 1998 година. В края на сезона, Майорка завършва на историческото 3-то място в крайното класиране на Примера Дивисион, което позволява на отбора да играе в Шампионска лига.
През 1999 г. Купер поема Валенсия, като извежда отбора до два последователни финала в Шампионска лига, но губи и двата. През 2000 година от Реал Мадрид, а през 2001 г. от Байерн Мюнхен след изпълнение на дузпи.
През 2001 г. Купер поема италианския Интер, с който достига трето и второ място в два последователни сезона на Серия А. Лошият му късмет в Европейските клубни турнири продължава да го преследва и губи полуфинала на Шампионската лига през 2002-03 от градските съперници - Милан. На 5 май 2002 година Интер губи от Лацио с 4-2 в последния кръг от италианската Серия А и така титлата отива при Ювентус. Уволнен e от клуба само след шест мача през 2003 г., когато отборът заема 8-а позиция във временното класиране.
След една година прекарана без работа, поради клауза в договора с Интер, Купер се завръща отново на кормилото на Майорка отново през сезон 2004/05, когато отборът се намира в зоната на изпадащите. Само след 10 мача, успява да ги спаси от изпадане едва в последния мач за сезона. Напуска отбора през февруари 2006 година.
През сезон 2007-08 започва на кормилото на Бетис, но на 2 декември 2007 година е уволнен след загуба на собствен терен от Атлетико Мадрид. На 11 март 2008 година e назначен за нов наставник на застрашения от изпадане от италианската Серия А отбор на Парма. Уволнен е 2 месеца по-късно малко преди края на сезона, след като печели само 2 от 10 мача.
На 1 август 2008 Купер поема Националния отбор на Грузия, който е в една квалификационна група с България в спор за класиране на Световното първенство през 2010 година.
От 3 март 2015 г. е наставник на националния отбор на Египет.

## Успехи

### Като треньор
Ланус
- Носител на Копа КОНМЕБОЛ (1): 1996

 Майорка
- Финалист за Купата на краля (1): 1998
- Носител на Суперкупата на Испания (1): 1998
- Финалист за Купата на носителите на купи (1): 1999

 Валенсия
- Финалист в Шампионската лига (2): 1999/00, 2000/01

 Арис
- Финалист за Купата на Гърция (1): 2009/10

 Египет
- Финалист за Купата на африканските нации (1): 2017